# Raymond Victoria
Raymond Victoria (* 10. Oktober 1972 in Utrecht, Niederlande) ist ein ehemaliger niederländischer Fußballspieler.

## Karriere

### Vereine
Der Mittelfeldspieler, der seine Karriere als Stürmer begann und später auch als Innenverteidiger eingesetzt wurde, stammt aus der Jugend der Voetbalvereniging IJsselstein (VVIJ) aus der gleichnamigen Gemeinde in der Provinz Utrecht. Im Jahr 1989 wechselte Victoria zu Feyenoord Rotterdam und erhielt er dort seinen ersten Profivertrag, kam jedoch weiterhin hauptsächlich in der zweiten Mannschaft zum Zuge. Sein einziges Punktspiel in der Eredivisie bestritt er am 17. Dezember 1989 (17. Spieltag) bei der 0:3-Niederlage im Auswärtsspiel gegen den RKC Waalwijk mit Einwechslung für Tom Krommendijk in der 72. Minute.
Zur Saison 1991/92 wechselte er für 150.000 D-Mark zum FC Bayern München. Doch auch bei den Bayern vermochte er sich nicht durchzusetzen und fand sich bald in der Oberliga-Mannschaft wieder. Ohne Einsatz für die Profimannschaft verließ er diese und kehrte 1993 in die Niederlande zurück.
Beim Zweitligisten De Graafschap Doetinchem gelang Victoria dann jedoch der Aufstieg zum Leistungsträger. Sein Debüt am 27. August 1995 (3. Spieltag) bei der 1:4-Niederlage im Auswärtsspiel gegen Sparta Rotterdam krönte er sogleich mit seinem ersten Tor, dem Treffer zum Endstand in der 73. Minute.
Nach zwei Spielzeiten, in denen er in 53 Zweitligaspielen neun Tore erzielte, gelang über die Play-off Relegation der Aufstieg in die Eredivisie, der höchsten niederländischen Spielklasse. Nach weiteren drei Spielzeiten, in denen er in 86 Erstligaspielen sieben Tore für den Klub aus Doetinchem erzielte, suchte er eine neue Herausforderung und wechselte 1998 zum Ligakonkurrenten Willem II Tilburg. Für diesen entwickelte sich der Spielmacher rasch zum Stammspieler; in seiner ersten Saison schnitt er mit dem Verein als Zweiter der Meisterschaft ab. Nach seiner achten und letzten Spielzeit – inzwischen auch Mannschaftskapitän – erzielte er in 198 Erstligaspielen sechs Tore. 2006 wechselte er für eine Saison zum zyprischen Erstligisten
AEK Larnaka, für den er 22 (von 26) Ligaspiele bestritt und in der Meisterschaft den siebten Tabellenplatz belegte.
Im August 2007 unterschrieb er einen Vertrag für den Rest der Saison beim Zweitligisten ADO Den Haag, bei dem er als Innenverteidiger wirkte, am 8. Februar 2008 beim 3:0-Sieg im Heimspiel gegen Telstar sein letztes Ligaspiel bestritt und nach der Saison seine Karriere beendete.

### Nationalmannschaft
Nachdem er fünf Länderspiele für die U19-Nationalmannschaft der Niederlande bestritten hatte, entschied sich Victoria jedoch, für die Nederlands Antilliaanse Voetbal Unie, dem Fußballverband der Niederländischen Antillen, der Heimat seiner Eltern, zu spielen. Sein Debüt für die Nationalmannschaft der Niederländischen Antillen gab er am 18. Februar 2004 in Saint John’s bei der 0:2-Niederlage gegen die Auswahl Antigua und Barbuda im Hinspiel der 1. Qualifikationsrunde für die Weltmeisterschaft 2006 in Deutschland. Sein letztes Länderspiel bestritt er am 20. Juni 2004 in San Pedro Sula bei der 0:4-Niederlage im Rückspiel der 2. Qualifikationsrunde für die Weltmeisterschaft 2006 gegen die Auswahl Honduras’.
Er ist einer der wenigen Spieler der Nationalmannschaft der Niederländischen Antillen, die sich in einer europäischen Profiliga etablieren konnten.